# Turniej kwalifikacyjny na igrzyska olimpijskie dla Afryki w boksie 1996
Turniej kwalifikacyjny na igrzyska olimpijskie dla Afryki w boksie 1996 − turniej kwalifikacyjny, który medalistom dawał prawo udziału na igrzyskach olimpijskich w Atlancie. Turniej odbywał się pomiędzy kwietniem a majem 1995 r. Podani zostali tylko zatwierdzeni medaliści.

## Zawodnicy na podium
| Kategoria wagowa                | I. miejsce           | II. miejsce      |
| Waga papierowa (-48 kg)         | Hamid Berhili        | Alfred Tetteh    |
| Waga musza (-51 kg)             | Moez Zemzeni         | Moez Zemzeni     |
| Waga kogucia (-54 kg)           | Abdelaziz Boulahia   | Hicham Nafil     |
| Waga piórkowa (-57 kg)          | Noureddine Medjehoud | Mohamed Achik    |
| Waga lekka (-60 kg)             | Mohamed Allalou      | Franco Agentho   |
| Waga lekkopółśrednia (-63,5 kg) | Fathi Missaoui       | Hocine Soltani   |
| Waga półśrednia (-67 kg)        | Kabil Lahsen         | Laid Bouneb      |
| Waga lekkośrednia (-71 kg)      |                      |                  |
| Waga średnia (-75 kg)           | Mohamed Mesbahi      | Bertrand Tietsia |
| Waga półciężka (-81 kg)         | Mohamed Benguesmia   | Sabri Bahiri     |
| Waga ciężka (-91 kg)            | Mustafa Amrou        | Charles Kizza    |
| Waga super ciężka (+91 kg)      | Said Ahmed el-Sayed  | Butisan Ubikanya |